# Festival de la Canción de Eurovisión 1984
El XXIX Festival de la Canción de Eurovisión tuvo lugar el 5 de mayo de 1984 en Luxemburgo y se saldó con la victoria del trío compuesto por los hermanos Herreys, que en representación de Suecia defendieron el tema "Diggi-loo Diggi-ley", de Torgny Söderberg y Britt Lindeborg.
Se trataba de la cuarta ocasión en que el Gran Ducado acogía el evento. La organización, que en un principio tuvo problemas para encontrar un recinto adecuado donde albergar el certamen, optó finalmente por el Gran Teatro de Luxemburgo, entonces todavía conocido como Teatro Municipal de la Villa de Luxemburgo, que ya había sido sede de la edición de 1973. Puesto que el aforo era limitado, solo se permitió la entrada a VIPs, a la prensa y a los miembros de la delegación de cada país. Entre las personalidades que siguieron el Festival en directo desde el patio de butacas, se encontraban el Gran Duque Enrique de Luxemburgo y su esposa María Teresa de Luxemburgo. 
Grecia e Israel se abstuvieron de concurrir al evento. La retirada de la televisión israelí se debió a la coincidencia de la fecha del Festival con la de la celebración del Yom Hazikarón, Día del Recuerdo a los Caídos. Irlanda, por su parte, se reincorporó al concurso tras ausentarse en 1983, por lo que el número de participantes fue de diecinueve.
La retransmisión dio comienzo con unas breves imágenes aéreas del país anfitrión, al tiempo que la orquesta ejecutaba un popurrí de las composiciones ganadoras por Luxemburgo que concluyó con unos acordes del tema "L'amour est bleu", cuarto clasificado en la edición de 1967 en representación del Gran Ducado. En el escenario, obra de Roland de Groot como en 1970, 1976 y 1980, había tres podios con escaleras, así como una serie de figuras geométricas planas, entre las que en un primer momento destacaba un cuatro, en alusión al año en curso. Dichas figuras iban cambiando de posición, gracias a un nutrido grupo de tramoyistas que las articulaba manualmente entre las distintas actuaciones y, en ocasiones, durante las mismas. El diseño seguía claramente el estilo del escenógrafo en sus aportaciones previas al Festival, inspirándose en esta ocasión a nivel plástico en un Tangram japonés.
La presentadora del programa, Désirée Nosbusch, ostenta el récord de ser la conductora más joven que ha tenido el Festival, ya que entonces contaba con tan solo 19 años. Si bien inició su discurso confesando que ese era uno de los momentos más importantes de su corta vida y que nunca antes el corazón le había latido a tanta velocidad, condujo la gala de un modo distendido. Además, en sus sucesivas apariciones, no se limitó a traducir de una lengua a otra, como es costumbre, sino que fue entrelazando de manera fluida palabras en inglés, francés, alemán y luxemburgués. Se dio la coincidencia de que el director musical del programa, el maestro Pierre Cao, había sido su profesor de música en la escuela, y así ella lo significó al presentarlo a la audiencia, añadiendo: "Señor Cao, esta noche soy yo quien le desea buenas notas".
La presentación de cada participante consistió en imágenes generadas por ordenador en las que se iban intercalando estereotipos con estampas del país correspondiente, siempre en tono humorístico. No en vano, estos sketchs estaban protagonizados por un grupo de comediantes parisinos, bautizado para la ocasión con el nombre de Los turistas. Asimismo, y como ya sucediera en Harrogate en 1982, antes del inicio de cada actuación, las cámaras enfocaban al comentarista de la respectiva televisión, momento que muchos de ellos aprovechaban para saludar a los telespectadores. 
Durante el intermedio previo a las votaciones, el Theater of Animated Drawings de Praga escenificó un número de mímica que giraba en torno al diálogo mudo entre un hombre y un équido, cuyo contorno simulado con cuerdas iba adoptando múltiples formas. 
El Festival fue retransmitido a una treintena de países, Unión Soviética incluida, en algunos de ellos por primera vez con sonido estéreo. Asimismo, esta edición presenta la particularidad de ser la de menor duración desde que en 1975 se introdujera el actual sistema de votación, según el cual cada país vota a diez canciones en orden ascendente, empezando por un voto y acabando con el doce a la mejor valorada. Así pues, la retransmisión de Eurovisión 1984 tuvo una duración total de dos horas y trece minutos, récord este que difícilmente vuelva a ser batido.
El núcleo del equipo técnico del programa estuvo formado por René Steichen (dirección), Ray van Kant, Mariette Dumont, Patrick Seyler y Arlette Goebel (producción ejecutiva), Roland de Groot (escenografía) y Pierre Cao (dirección musical). Por parte de la UER actuó como supervisor de la organización Frank Naef, quien hizo también las veces de escrutador oficial durante las votaciones.

## Países participantes

### Canciones y selección
| País y TV               | Título original de la canción      | Artista                    | Proceso y fecha de selección             |
| País y TV               | Traducción al español              | Idiomas                    | Proceso y fecha de selección             |
| ----------------------- | ---------------------------------- | -------------------------- | ---------------------------------------- |
| Alemania Occidental ARD | Aufrecht geh'n                     | Mary Roos                  | Ein lied für Luxemburg 1984, 29-03-1984  |
| Alemania Occidental ARD | Camino erguida                     | Alemán                     | Ein lied für Luxemburg 1984, 29-03-1984  |
| Austria ORF             | Einfach weg                        | Anita                      | Final Nacional, 22-03-1984               |
| Austria ORF             | Tan solo vete                      | Alemán                     | Final Nacional, 22-03-1984               |
| Bélgica BRT             | Avanti la vie                      | Jacques Zegers             | Final Nacional, 02-03-1984               |
| Bélgica BRT             | Avanza en la vida                  | Francés                    | Final Nacional, 02-03-1984               |
| Chipre CyBC             | Anna Maria Lena                    | Andy Paul                  | Final Nacional 1984                      |
| Chipre CyBC             | Ana María Lena                     | Griego                     | Final Nacional 1984                      |
| Dinamarca DR            | Det' lige det                      | Hot Eyes                   | Dansk Melodi Grand-Prix 1984, 18-02-1984 |
| Dinamarca DR            | Solo es eso                        | Danés                      | Dansk Melodi Grand-Prix 1984, 18-02-1984 |
| España TVE              | Lady, Lady                         | Bravo                      | Elección Interna                         |
| España TVE              | -                                  | Español                    | Elección Interna                         |
| Finlandia YLE           | Hengaillaan                        | Kirka                      | Euroviisut 1984, 18-02-1984              |
| Finlandia YLE           | ¡Vámonos juntos por ahí!           | Finés                      | Euroviisut 1984, 18-02-1984              |
| Francia FT2             | Autant d'amoureux que d'étoiles    | Annick Thoumazeau          | Final Nacional, 04-04-1987               |
| Francia FT2             | Tantos enamorados como estrellas   | Francés                    | Final Nacional, 04-04-1987               |
| Irlanda RTÉ             | Terminal 3                         | Linda Martin               | National Song Contest 1984, 31-03-1984   |
| Irlanda RTÉ             | -                                  | Inglés                     | National Song Contest 1984, 31-03-1984   |
| Italia RAI              | I treni di Tozeur                  | Alice & Franco Battiato    | Elección Interna                         |
| Italia RAI              | Los trenes de Tozeur               | Italiano                   | Elección Interna                         |
| Luxemburgo CLT          | 100% d'amour                       | Sophie Carle               | Elección Interna                         |
| Luxemburgo CLT          | 100% de amor                       | Francés                    | Elección Interna                         |
| Noruega NRK             | Lenge leve livet                   | Dollie de Luxe             | Melodi Grand Prix 1984, 23-03-1984       |
| Noruega NRK             | Viva la vida                       | Noruego                    | Melodi Grand Prix 1984, 23-03-1984       |
| Países Bajos NOS        | Ik hou van jou                     | Maribelle                  | Nationaal Songfestival 1984, 14-03-1984  |
| Países Bajos NOS        | Te quiero                          | Neerlandés                 | Nationaal Songfestival 1984, 14-03-1984  |
| Portugal RTP            | Silêncio e Tanta Gente             | Maria Guinot               | Festival da Canção 1984, 07-03-1984      |
| Portugal RTP            | Silencio y tanta gente             | Portugués                  | Festival da Canção 1984, 07-03-1984      |
| Reino Unido BBC         | Love Games                         | Belle & the Devotions      | A Song for Europe, 04-04-1984            |
| Reino Unido BBC         | Juegos de amor                     | Inglés                     | A Song for Europe, 04-04-1984            |
| Suecia SVT              | Diggi-Loo Diggi-Ley                | Herreys                    | Melodifestivalen 1984, 25-02-1984        |
| Suecia SVT              | -                                  | Sueco                      | Melodifestivalen 1984, 25-02-1984        |
| Suiza SSR SRG           | Welche Farbe hat der Sonnenschein? | Rainy Day                  | Final Nacional, 04-02-1984               |
| Suiza SSR SRG           | ¿De qué color es la luz del Sol?   | Alemán                     | Final Nacional, 04-02-1984               |
| Turquía TRT             | Halay                              | Beş Yıl Önce, On Yıl Sonra | Final Nacional, 21-02-1987               |
| Turquía TRT             | -                                  | Turco                      | Final Nacional, 21-02-1987               |
| Yugoslavia JRT          | Ciao, amore                        | Vlado & Izolda             | Pjesma Eurovizije 1984, 23-03-1984       |
| Yugoslavia JRT          | Adiós, mi amor                     | Serbocroata                | Pjesma Eurovizije 1984, 23-03-1984       |

## Resultados
| #  | País                | Intérprete(s)              | Canción                              | Lugar | Puntos |
| -- | ------------------- | -------------------------- | ------------------------------------ | ----- | ------ |
| 01 | Suecia              | Herreys                    | «Diggi-Loo Diggi-Ley»                | 1     | 145    |
| 02 | Luxemburgo          | Sophie Carle               | «100% d'amour»                       | 10    | 39     |
| 03 | Francia             | Annick Thoumazeau          | «Autant d'amoureux que d'étoiles»    | 8     | 61     |
| 04 | España              | Bravo                      | «Lady, lady»                         | 3     | 106    |
| 05 | Noruega             | Dollie de Luxe             | «Lenge leve livet»                   | 17    | 29     |
| 06 | Reino Unido         | Belle & The Devotions      | «Love games»                         | 7     | 63     |
| 07 | Chipre              | Andy Paul                  | «Anna Maria Lena»                    | 15    | 31     |
| 08 | Bélgica             | Jacques Zegers             | «Avanti la vie»                      | 5     | 70     |
| 09 | Irlanda             | Linda Martin               | «Terminal 3»                         | 2     | 137    |
| 10 | Dinamarca           | Hot Eyes                   | «Det' lige det»                      | 4     | 101    |
| 11 | Países Bajos        | Maribelle                  | «Ik hou van jou»                     | 14    | 34     |
| 12 | Yugoslavia          | Vlado y Izolda             | «Ciao amore»                         | 18    | 26     |
| 13 | Austria             | Anita Spanner              | «Einfach weg»                        | 19    | 5      |
| 14 | Alemania Occidental | Mary Roos                  | «Aufrecht geh'n»                     | 13    | 34     |
| 15 | Turquía             | Beş Yıl Önce, On Yıl Sonra | «Halay»                              | 12    | 37     |
| 16 | Finlandia           | Kirka                      | «Hengaillaan»                        | 9     | 46     |
| 17 | Suiza               | Rainy Day                  | «Welche Farbe hat der Sonnenschein?» | 16    | 30     |
| 18 | Italia              | Alice y Franco Battiato    | «I treni di Tozeur»                  | 5     | 70     |
| 19 | Portugal            | Maria Guinot               | «Silêncio e tanta gente»             | 11    | 38     |

## Votaciones

### Sistema de votación
Cada país contaba con un jurado nacional compuesto por once personas de edades comprendidas entre los 16 y los 60 años. Ninguna de ellas podía tener conexión profesional alguna con el mundo de la música, en un intento de reflejar el voto del espectador medio europeo. Cada miembro puntuaba a todas y cada una de las canciones concursantes - excepción hecha de la que representaba a su propio país - con una calificación de entre 1 y 5. El presidente o la presidenta del jurado recopilaba y sumaba las calificaciones otorgadas a cada canción por cada miembro del jurado y, bajo supervisión notarial, ordenaba las diez canciones con mayor número de votos, asignando 12 puntos a la canción más votada, 10 a la segunda, 8 a la tercera, y así sucesivamente hasta 1 punto a la décima con mayor número de votos. De este modo quedaba conformada la votación definitiva que luego la persona con la función de portavoz leía públicamente por vía telefónica durante el tiempo de las votaciones.
Aun cuando el veredicto se basara en la actuación en directo, el reglamento recogía que los jurados debían visionar con antelación los videoclips de todas las canciones para familiarizarse con los temas en concurso.

### Jurado español
El jurado español, reunido por última vez en el estudio A-4 de Torrespaña, fue presentado por Marisa Medina. Como presidente ejerció Pedro Macía y como secretario hizo lo propio Francisco Hortelano. El notario fue Francisco Javier Alfaro del Ilustre Colegio de Notarios de Madrid. Los once miembros con potestad para el voto fueron, por este orden: Francisco Guardón Mora, empleado de laboratorio y experto en fotografía; Carmen González Cabeza, traductora; Rafael Rullán Ribera, jugador de baloncesto; Mayte Sancho Lucas, actriz; Victoriano Valencia, torero retirado y empresario taurino; Andrés Magdaleno, empresario y actor teatral; Eva Nasarre, profesora de ballet y gimnasia; Luis del Val, escritor y autor teatral; Carmen Garrido García, relaciones públicas y miembro del Gabinete de la Presidencia de la Comunidad de Madrid; Luis Fernando Abad Castro, químico industrial y Conchita Mínguez Tudela, amazona.

### Desarrollo de las votaciones
Irlanda, España y Dinamarca fueron alternándose en los primeros lugares de la tabla a lo largo de la primera mitad del recuento de votos. A partir de entonces, Suecia ocupó definitivamente el puesto de cabeza, si bien seguida muy de cerca por Irlanda. Esta sería la tercera y, de momento, última vez en la historia del Festival, en que la primera canción de la noche acabaría siendo la ganadora. El bronce fue para el conjunto español, siendo la primera de las dos únicas veces en que RTVE ha logrado el tercer puesto en el certamen, sienda la segunda ocasión en 2022. El tema italiano, que terminó clasificándose en un quinto lugar compartido con el belga, sería de los que acabaría teniendo más repercusión en el mercado europeo de entre cuantos participaron en esta edición.

### Tabla de votaciones
|                   |                                      | Resultados         |                   |                    |                         |                   |                    |                    |                      |                             |                       |                    |                                |                    |                      |                  |                   |                     |    |    |
| Bandera de Suecia | Bandera de Luxemburgo                | Bandera de Francia | Bandera de España | Bandera de Noruega | Bandera del Reino Unido | Bandera de Chipre | Bandera de Bélgica | Bandera de Irlanda | Bandera de Dinamarca | Bandera de los Países Bajos | Bandera de Yugoslavia | Bandera de Austria | Bandera de Alemania Occidental | Bandera de Turquía | Bandera de Finlandia | Bandera de Suiza | Bandera de Italia | Bandera de Portugal |    |    |
| Participantes     | Suecia                               |                    | 6                 | 6                  | 4                       | 10                | 7                  | 12                 | 7                    | 12                          | 12                    | 10                 | 4                              | 12                 | 12                   | 3                | 8                 | 10                  | 6  | 4  |
| Participantes     | Luxemburgo                           |                    |                   |                    | 7                       |                   |                    | 7                  |                      | 5                           | 5                     |                    | 8                              |                    |                      | 4                |                   |                     | 3  |    |
| Participantes     | Francia                              | 2                  |                   |                    |                         | 2                 | 6                  | 3                  | 10                   |                             |                       | 12                 |                                | 8                  |                      |                  |                   | 4                   | 7  | 7  |
| Participantes     | España                               | 10                 | 8                 | 10                 |                         | 6                 | 4                  | 6                  | 3                    | 7                           | 7                     | 2                  | 2                              | 6                  |                      | 12               |                   | 3                   | 8  | 12 |
| Participantes     | Noruega                              | 8                  | 7                 |                    |                         |                   |                    |                    | 1                    | 3                           |                       |                    |                                |                    | 2                    |                  | 6                 | 2                   |    |    |
| Participantes     | Reino Unido                          | 3                  | 1                 |                    | 3                       | 8                 |                    | 2                  | 2                    | 8                           | 1                     | 4                  | 1                              | 2                  | 7                    | 1                | 4                 |                     | 10 | 6  |
| Participantes     | Chipre                               | 4                  |                   | 1                  |                         |                   |                    |                    |                      | 4                           | 10                    |                    | 12                             |                    |                      |                  |                   |                     |    |    |
| Participantes     | Bélgica                              |                    | 12                | 12                 | 2                       | 3                 |                    |                    |                      |                             |                       | 8                  |                                | 3                  | 4                    | 5                | 10                |                     | 1  | 10 |
| Participantes     | Irlanda                              | 12                 | 5                 | 3                  | 10                      | 4                 | 8                  | 10                 | 12                   |                             | 3                     | 7                  |                                | 10                 | 10                   | 10               | 7                 | 12                  | 12 | 2  |
| Participantes     | Dinamarca                            | 5                  | 3                 | 8                  | 6                       | 12                | 12                 | 5                  | 8                    | 10                          |                       | 3                  | 6                              | 4                  | 5                    | 2                | 5                 | 1                   | 5  | 1  |
| Participantes     | Países Bajos                         |                    | 2                 | 7                  | 8                       |                   | 1                  |                    |                      | 6                           |                       |                    | 5                              |                    |                      |                  |                   | 5                   |    |    |
| Participantes     | Yugoslavia                           |                    |                   | 2                  |                         |                   | 3                  | 8                  |                      |                             |                       |                    |                                |                    | 3                    | 8                | 2                 |                     |    |    |
| Participantes     | Austria                              |                    |                   |                    |                         |                   |                    |                    |                      | 1                           | 4                     |                    |                                |                    |                      |                  |                   |                     |    |    |
| Participantes     | Alemania occidental                  |                    |                   | 4                  |                         | 7                 | 2                  |                    | 6                    |                             | 2                     | 5                  |                                | 1                  |                      |                  |                   |                     | 2  | 5  |
| Participantes     | Turquía                              | 6                  |                   |                    |                         |                   | 5                  |                    | 4                    | 2                           |                       | 1                  | 10                             |                    |                      |                  | 3                 | 6                   |    |    |
| Participantes     | Finlandia                            | 7                  |                   | 5                  | 1                       | 5                 |                    | 4                  |                      |                             | 6                     |                    | 3                              | 5                  | 1                    | 6                |                   |                     |    | 3  |
| Participantes     | Suiza                                | 1                  |                   |                    |                         |                   | 10                 | 1                  | 5                    |                             | 8                     |                    |                                |                    |                      |                  | 1                 |                     | 4  |    |
| Participantes     | Italia                               |                    | 10                |                    | 12                      | 1                 |                    |                    |                      |                             |                       |                    |                                | 7                  | 6                    | 7                | 12                | 7                   |    | 8  |
| Participantes     | Portugal                             |                    | 4                 |                    | 5                       |                   |                    |                    |                      |                             |                       | 6                  | 7                              |                    | 8                    |                  |                   | 8                   |    |    |
| Participantes     | LA TABLA ESTÁ ORDENADA POR APARICIÓN |                    |                   |                    |                         |                   |                    |                    |                      |                             |                       |                    |                                |                    |                      |                  |                   |                     |    |    |

### Máximas puntuaciones
Tras la votación los países que recibieron 12 puntos (máxima puntuación que podía otorgar el jurado) fueron:
| N. | A         | De                                                       |
| -- | --------- | -------------------------------------------------------- |
| 5  | Suecia    | Chipre, Irlanda, Dinamarca, Austria, Alemania Occidental |
| 4  | Irlanda   | Suecia, Bélgica, Suiza, Italia                           |
| 2  | Bélgica   | Luxemburgo, Francia                                      |
| 2  | Dinamarca | Noruega, Reino Unido                                     |
| 2  | España    | Turquía, Portugal                                        |
| 2  | Italia    | España, Finlandia                                        |
| 1  | Chipre    | Yugoslavia                                               |
| 1  | Francia   | Países Bajos                                             |

## Retransmisión de TVE
En España, esta fue la primera edición del Festival que se emitió por la UHF, actual La 2, debido a la coincidencia con la Final de la Copa del Rey de Fútbol, que se emitió por el primer canal. Si bien no se dispone de datos contrastados sobre el número de telespectadores que siguieron uno y otro acontecimiento televisivo, dada la inexistencia por aquel entonces de audímetros en España, algunos medios han señalado que Eurovisión podría haber congregado aquel sábado a más audiencia que el encuentro entre el Athletic Club y el F. C. Barcelona. Sea como fuere, lo cierto es que en años sucesivos, TVE optaría por ubicar el Festival definitivamente en la Segunda Cadena, algo que quiso verse como un signo del creciente desapego de la televisión estatal hacia el concurso. No sería hasta 1993 cuando volviera a ser trasladado a su emplazamiento original en la Primera. 
Sobre las 20.30h se procedió a la presentación del jurado español, que había estado reunido desde las cuatro de la tarde en Torrespaña visionando el ensayo general de los temas en concurso. A las nueve de la noche se conectó con Luxemburgo para dar comienzo a la retransmisión en directo del evento.
Por segundo año consecutivo, el Ente Público confió en el poeta y periodista José Miguel Ullán para narrar a los televidentes españoles las incidencias del programa. Su peculiar estilo, caracterizado por un sentido del humor cáustico y un gran dominio del idioma, además de un rico bagaje cultural, hicieron de esta una retransmisión poco convencional y, tal vez por ello, aún hoy día sigue dividiendo opiniones.
Ullán no obvió la ya citada coincidencia del Eurofestival con la Final de la Copa del Rey, a la que aludió en varias ocasiones; como cuando comenzó su elocución dando la bienvenida a los telespectadores que habían logrado "vencer la tentación del fútbol" o como cuando, a punto de dar comienzo el recuento de votos, espetó a la audiencia "déjense ir del improperio al piropo, más jaleo han armado los de la Final de la Copa".
Tuvo también palabras de recuerdo para la representante de RTVE del año anterior. Así, instantes antes de que saliera a escena el grupo Bravo, mandó "un beso muy fuerte a Remedios Amaya". Del mismo modo, tras la votación del primer jurado, exclamó "Suecia acaba de votar por España con diez puntos. Hemos perdido realmente la virginidad del año pasado".
Finalizada la última canción, dio paso a Madrid para una pausa publicitaria, al término de la cual los telespectadores españoles aún pudieron seguir parte de la actuación del Theater of Animated Drawings de Praga. Se refirió al número como un homenaje a Platero y yo de Juan Ramón Jiménez, aun cuando la propia presentadora no hizo ninguna mención al respecto. Por tanto, ese extremo, de ser cierto, quedó pendiente de confirmación. 
Ya en la recta final de las votaciones y durante la entrega misma de los galardones a la delegación vencedora, se abstuvo de hacer la más mínima observación, para acabar retomando brevemente la palabra al final del programa y anunciar que en unos minutos se intentaría restablecer la conexión con Luxemburgo con objeto de conocer las primeras impresiones del conjunto español. Dicha conexión, sin embargo, no fue posible y, tras un nuevo bloque publicitario, TVE reanudó por espacio de algo más de un cuarto de hora el coloquio con los miembros del jurado español.

## Canciones de Eurovisión en TVE
De acuerdo con el reglamento de la UER de la época, las distintas televisiones participantes debían emitir los videoclips de las canciones en concurso con anterioridad a la celebración del certamen. En esta ocasión, TVE programó la emisión de estos previos para la misma semana de celebración del evento, ubicándolos en la Primera Cadena en torno a las cinco de la tarde, al término de la telenovela brasileña Quien ama no mata. Los temas fueron presentados en tres bloques bajo el epígrafe Canciones de Eurovisión con algunas alteraciones con respecto al orden de actuación en el Festival, tal y como se detalla a continuación:
| lunes, 30 de abril   | Suecia, Luxemburgo, Francia, Noruega, Chipre, Bélgica y Reino Unido.      |
| miércoles, 2 de mayo | Irlanda, Dinamarca, Países Bajos, Yugoslavia, Austria y Alemania Federal. |
| jueves, 3 de mayo    | Finlandia, Turquía, Suiza, Portugal, Italia y España.                     |